# Partner (vennootschap)
Een partner, maat, compagnon of vennoot is een medewerker van een bedrijf die tevens mede-eigenaar is. Als het bedrijf een maatschap, c.v. of v.o.f. is, is hij formeel maat of vennoot. Als het bedrijf gedreven wordt onder de vorm van een kapitaalvennootschap, is hij aandeelhouder. De partner mag meestemmen in de aandeelhouders- of vennotenvergadering en krijgt ieder jaar een aandeel in de winst in plaats van een regulier salaris. Een 'stille vennoot' is daarentegen een persoon of partij die investeert in een bedrijf of onderneming, maar geen actieve rol speelt in het dagelijkse beheer of de bedrijfsvoering.
De termen worden vaak door elkaar gebruikt, hoewel het woord "partner" vaker wordt gebruikt in de commerciële dienstensector, zoals bij grote advies- en accountancybedrijven. Het partnerschap is gewild, daar de verdiensten bij winstgevendheid flink omhoog gaan. Bovendien heeft een partner in een groter bedrijf tevens een managementfunctie, daar hij de werknemers onder hem moet aansturen. Het partnerschap vormt vaak een voorwaarde voor een geslaagde carrière.
Een partner geniet geen regulier salaris, maar krijgt een winstaandeel. Daar staat tegenover dat hij wordt geacht iets in te brengen. Deze inbreng kan in geld of in natura geschieden, en wordt vaak met het winstaandeel verrekend. Mede hierdoor zullen sommige partners meer verdienen dan anderen. Meestal zal er in de maatschapsovereenkomst of in de statuten een zekere verdeelsleutel worden gehanteerd. Partners krijgen iedere maand een voorschot op hun uiteindelijke winstdeel dat aan het eind van het jaar zal worden vastgesteld. Ook hebben partners vaak een eigen omzet, waar ze zelf verantwoordelijk voor zijn. Hierdoor en omdat hun winstdeel achtergesteld is aan alle kosten van de onderneming, kan hun inkomen sterk schommelen. Als geen winst wordt gemaakt en geen verdere juridische regelingen zijn getroffen, kan een partner ook geen inkomen ontvangen.
Een partner heeft een breed takenpakket. Uiteraard zal hij zich met de "core business" bezighouden en daarin een seniore rol vervullen. Daarnaast zal hij verantwoordelijk zijn voor acquisitie van zijn eigen klantenportefeuille, en voor het aannemen van personeel dat onder hem komt te werken.
Bij grotere dienstverleners bestaan verschillende soorten partners. Dit houdt in dat het partnerschap niet het eindstation is: men kan, zeker binnen grote internationale kantoren, nog veel verder groeien. Senior partner kan de volgende stap zijn, waarna men wellicht managing partner kan worden. Een managing partner is een partner die deel uitmaakt van het centrale bestuur van de onderneming, en daardoor dus speciale bestuursbevoegdheden (en een topsalaris) geniet. 
Sommige dienstverleners hanteren ook het begrip "salarispartner". Dit is een werknemer die wel ver genoeg in zijn carrière is om partner te worden, maar dit niet wil of kan, bijvoorbeeld omdat hij de werkdruk te hoog vindt of geen goede manager zou zijn. Hij zal dan in rang boven de "gewone" werknemers staan, wellicht mogen meestemmen in de vennotenvergadering, maar in plaats van een winstaandeel een vast salaris ontvangen. Dit salaris zal uiteraard hoger zijn dan dat van andere werknemers, maar lager dan het winstaandeel van de partner.